# GameDesire
GameDesire由波兰的盖尼米德公司开发并维护，2002年成立的大型在线游戏平台，有超过525万的注册用户，80多种在线游戏，以及十多种语言版本。